# Башкирське
Башки́рське (рос. Башкирское) — село у складі Половинського округу Курганської області, Росія.
Населення — 608 осіб (2010, 859 у 2002).
Національний склад станом на 2002 рік:
- росіяни — 82 %